# Milan Pávek
Milan Pávek (* 1. říjen 1941, Veselí nad Lužnicí), je český spisovatel, humorista a literární historik.

## Život
Narodil se v rodině železničáře. Vystudoval Střední pedagogickou školu v Českých Budějovicích, s aprobací pro první stupeň základní školy. Maturoval roku 1959, poté krátce učil na základní škole ve Zlukově, ale brzy začal studovat na Institutu tělesné výchovy a sportu a od roku 1962 pak češtinu a filozofii na Filozofické fakultě Univerzity Karlovy v Praze. Absolvoval roku 1965, jeho diplomová práce se věnovala Karlu Čapkovi a Ladislavu Klímovi. Od roku 1967 pracoval v Ústavu pro českou literaturu Československé akademie věd. V letech 1971–1984 byl redaktorem v nakladatelství Československý spisovatel, v období 1984–1990 dramaturgem ve skupině dětského filmu Filmového studia Barrandov. Během převratu roku 1989 převzal vedení Literárního měsíčníku a přejmenoval ho na Literární revue. Roku 1990 založil nakladatelství Galaxie. Od roku 1995 přednášel filozofii na Pedagogické fakultě Univerzity Jana Evangelisty Purkyně v Ústí nad Labem. Od roku 1998 je v invalidním důchodu. Jako autor se věnoval především humoristické tvorbě.